# Unzeitgemäße Zeitgenossen

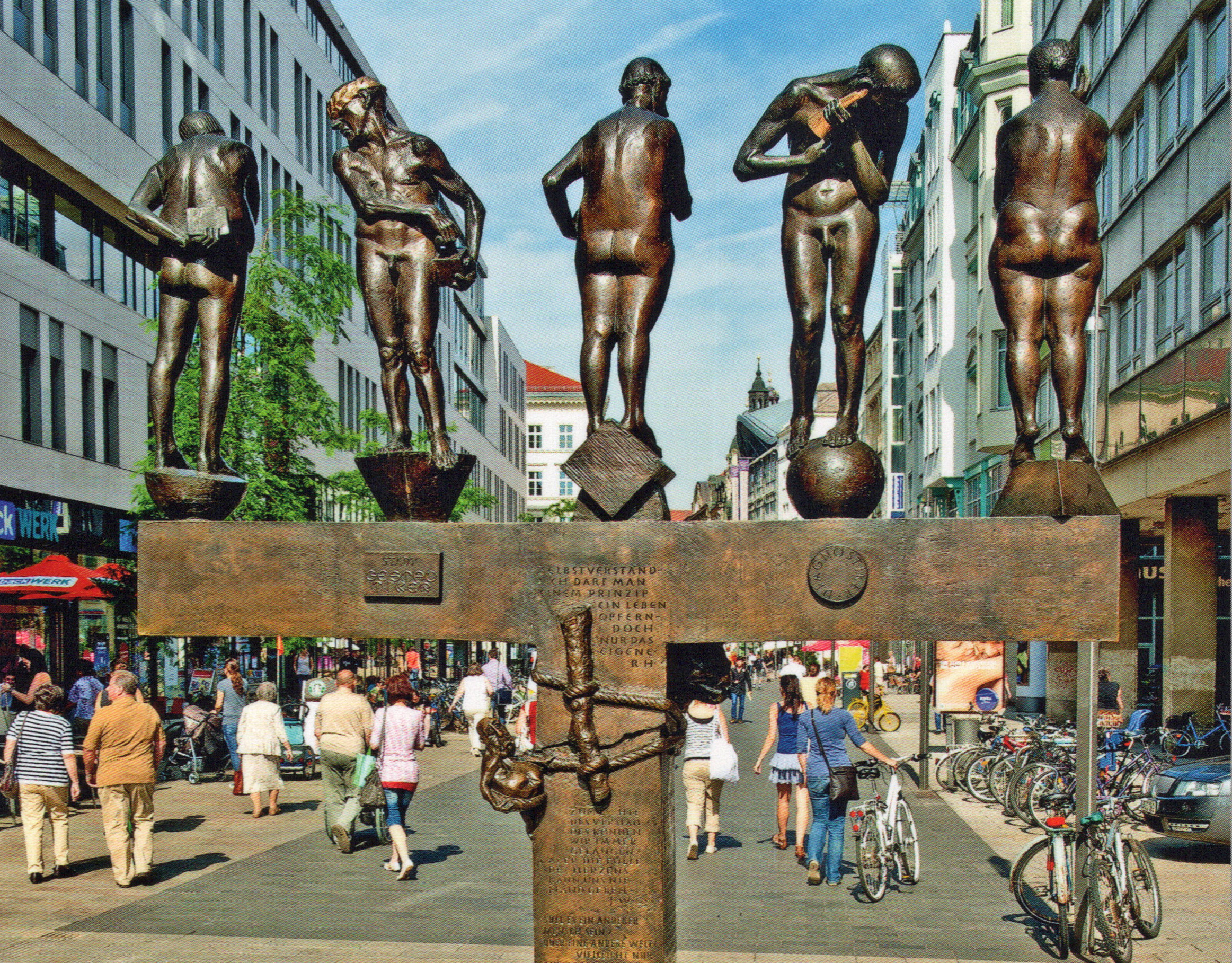
Unzeitgemäße Zeitgenossen (2012)

Unzeitgemäße Zeitgenossen ist der Titel einer Bronzeplastik des halleschen Bildhauers Bernd Göbel (* 1942) nahe dem östlichen Beginn der Grimmaischen Straße in Leipzig.

## Geschichte
Bernd Göbel, seit 1982 Professor für Bildhauerei an der Hochschule für industrielle Formgestaltung auf Burg Giebichenstein in Halle (Saale), hatte Ende der 1970er Jahre begonnen, persönlichen Ärgernissen Gestalt zu geben, indem er dazu passende Personen modellierte. So etwa eine Lehrerin mit Holzhammermethoden, einen Stadtplaner, der zuerst den Platz freisprengte, wo er bauen wollte, und einen Arzt, mit dem es Probleme bei der Diagnose gab. Die Figuren erhielten auf „-iker“ endende Namen, wohl auf Dogmatiker hinweisend. 1982 hatte Göbel fünf dieser Beispiele zusammen und präsentierte sie als „Beginn einer Reihe“ auf der IX. Kunstausstellung der DDR in Dresden.
Zur Mitte der 1980er Jahre entstand die Idee, das Werk dauerhaft in der Öffentlichkeit aufzustellen, und es begannen Verhandlungen mit der Stadt Leipzig. Die Gestaltung der dazu geänderten Fassung mit hohem Unterbau und der Auswahl der anzubringenden Sprüche, an der zwischenzeitlich auch Bernd-Lutz Lange (* 1944) beteiligt war, begannen 1986. 1989 waren die Verhandlungen zu einem guten Ende gekommen und der Guss Anfang 1990 in der Leipziger Bronzebildgießerei Noack in Auftrag gegeben worden. Im September war das Werk vollendet, und Göbel schenkte es der Stadt Leipzig, die es unverzüglich am repräsentativen Ort aufstellte und am 14. November des Jahres als „Unzeitgemäße Zeitgenossen“ der Öffentlichkeit übergab. Von 2006 bis 2009 musste es vorübergehend der Neugestaltung am Campus der Universität Leipzig und dem Umbau der Grimmaischen Straße weichen.

## Beschreibung
Eine quadratische Säule in 1,90 Meter Höhe (Oberkante) mit einem 2,90 Meter langen Querbalken gleichen Querschnitts verbunden. Die Höhe ist so bemessen, dass ein normal großer Mensch den Balken nicht unterqueren kann, ohne dass es zu einem (Denk-)Anstoß kommt. Die Säule, entstanden in den letzten Jahren der DDR, hat im oberen Teil einen breiten Riss, den ein kleiner Mann mit primitiven Mitteln – Ast und Seil – zu stabilisieren versucht.
Auf diesem „unsicheren“ Unterbau stehen auf unterschiedlichen Balancierunterlagen fünf 1,40 Meter hohe nackte Bronzefiguren, die abwechselnd in die entgegengesetzte Richtung orientiert sind. Sie haben alle ein kleines, in Gold gefasstes Detail. Das Balancieren deutet an, dass sie zunächst mit sich selbst beschäftigt sind.
Es sind dies, von der nördlichen Seite beginnend,
- die Pädagogikerin mit einem goldenen (Holz-)Hammer,
- der Diagnostiker mit einem goldenen Hörrohr,
- die Rationalisatikerin mit einer goldenen Säge,
- der Stadtgestaltiker mit einem goldenen Lorbeerkranz, den Finger am Sprengzünder und den Blick in Richtung der 1968 gesprengten Universitätskirche
- der Kunsttheoretiker mit goldener Nase und goldenen Ohren.

An der senkrechten Säule sind 14 Sinnsprüche angebracht. Sie lauten:
- Selbstverständlich darf man einem Prinzip ein Leben opfern – doch nur das Eigene. R. H. (Rolf Hochhuth)
- Gedankenlosigkeit tötet andere. S. J. L. (Stanislaw Jerzy Leç)
- Jede Hoffnung ist eigentlich eine gute Tat. J. W. G. (Johann Wolfgang Goethe)
- Wer über sich selbst den Sieg erringt, erringt auch den Lohn. B. B. (Bertolt Brecht)
- Ich danke dir Gott dass ich nicht bin wie jene. L. Kap. 18 (Lukas, Kapitel 18)
- Bedenke vielfältig was zu tun ist. T. M. (Thomas Müntzer)
- Besser der Verbündete, mit dem man nicht Freund wird, als der Freund, mit dem man nicht verbündet ist. V. B. (Volker Braun)
- Zur Einsicht in den geringsten Teil ist die Übersicht über das Ganze nötig. J. W. G.
- Zum Lichte des Verstandes können wir immer gelangen / aber die Fülle des Herzens kann uns niemand geben. J. W. G.
- Soll es ein anderer Mensch sein / oder eine andere Welt / vielleicht nur andere Götter / oder keine. B. B.
- Arbeitsbedürfnis ist ein unerlässliches Kriterium menschlicher Würde. T. A. (Tschingis Aitmatow)
- Das Leben gehört den Lebendigen an und wer lebt muss auf Wechsel gefasst sein. J. W. G.
- Es gibt keine wertvolleren Ratschläge, Empfehlungen und Warnungen, als die, die direkt von den Menschen kommen. M. G. (Michail Gorbatschow)
- Viele kleine Männer machen eine Nation aus. ST. H. (Stefan Heym)

Signiert ist das Werk unter dem Querbalken durch ein großes „G“ in einem Kreis und die Angabe der Entstehungszeit „1986/89“.